# دولت سوم ابراهیم حکیمی
دولت سوم ابراهیم حکیمی یکی از دولت‌های دوران پادشاهی مشروطه در دورهٔ پهلوی است که از آذر ۱۳۲۶ تا خرداد ۱۳۲۷ فعالیت کرد. رئیس این دولت، ابراهیم حکیمی بود.
پس از سقوط دولت احمد قوام، نمایندگان مجلس به زمامداری ابراهیم حکیمی ابراز تمایل کردند. در پی آن، فرمان نخست‌وزیری حکیمی در ۳۰ آذر ۱۳۲۶ توسط شاه صادر شد. پس از آن، حکیمی هیئت وزیران خود را روز ۶ دی به حضور شاه و سپس به مجلس شورای ملی معرفی کرد. مجلس شورای ملی در ۱۶ دی با ۷۶ رأی به دولت وی رأی اعتماد داد.
این دولت روز ۱۸ خرداد ۱۳۲۷ نتوانست از مجلس رأی اعتماد بگیرد و درنتیجه سقوط کرد.

## یادداشت
1. ↑  علی معتمدی برای تصدی وزارت راه معرفی شد؛ ولی از قبول آن معذرت خواست.[۸]